# Metopidiothrix
Metopidiothrix är ett släkte av mångfotingar. Metopidiothrix ingår i familjen Metopidiotrichidae.

## Dottertaxa tillMetopidiothrix, i alfabetisk ordning[1]
- Metopidiothrix abuyog
- Metopidiothrix anderssoni
- Metopidiothrix apoensis
- Metopidiothrix baletei
- Metopidiothrix baybay
- Metopidiothrix burckhardti
- Metopidiothrix calamei
- Metopidiothrix cameronensis
- Metopidiothrix danao
- Metopidiothrix dolok
- Metopidiothrix enghoffi
- Metopidiothrix gallus
- Metopidiothrix gressetti
- Metopidiothrix hauseri
- Metopidiothrix hoogstraali
- Metopidiothrix kagpili
- Metopidiothrix kalang
- Metopidiothrix lacertosa
- Metopidiothrix laguna
- Metopidiothrix layang
- Metopidiothrix lehtineni
- Metopidiothrix leyte
- Metopidiothrix loebli
- Metopidiothrix mada
- Metopidiothrix matang
- Metopidiothrix melanocephala
- Metopidiothrix mujong
- Metopidiothrix nebulosa
- Metopidiothrix papuana
- Metopidiothrix rhopalophora
- Metopidiothrix samuelsonorum
- Metopidiothrix santubong
- Metopidiothrix schawalleri
- Metopidiothrix sedgwicki
- Metopidiothrix shelleyi
- Metopidiothrix tamborana
- Metopidiothrix werneri
- Metopidiothrix visca